# Trixoscelis bistriata
Trixoscelis bistriata är en tvåvingeart som beskrevs av Soos 1977. Trixoscelis bistriata ingår i släktet Trixoscelis och familjen myllflugor. Inga underarter finns listade i Catalogue of Life.